# Isabel Hindersin
Isabel Hindersin (* 1967 in Barcelona) ist eine spanisch-deutsche Schauspielerin und Opernsängerin (Sopran).

## Leben
Isabel Hindersin wuchs in Barcelona zweisprachig auf und besuchte von 1988 bis 1992 die Otto-Falckenberg-Schule in München, machte danach eine Gesangsausbildung an der Hochschule Luzern und am Opernstudio Köln. Erste Bühnenerfahrungen sammelte sie während ihres Engagements am Luzerner Theater von 1992 bis 1995, anschließend war sie bis 1998 im Ensemble des Schauspiel Köln verpflichtet. Stationen ihrer Bühnenlaufbahn waren u. a. das Düsseldorfer Schauspielhaus, das Schauspielhaus Berlin, das Grand théâtre de la ville de Luxembourg, die Münchner Kammerspiele, das Nationaltheater Mannheim, die Bad Hersfelder Festspiele, die Schwetzinger Festspiele, die Oper Münster, das Vorarlberger Landestheater in Bregenz.
Hindersin sang unter anderem die „Despina“ in Così fan tutte von Wolfgang Amadeus Mozart, den „Luftgeist Philidel“ in Henry Purcells Semi-Oper King Arthur, „Eliza“ in My fair Lady oder die Titelrolle in Claudio Monteverdis Die Krönung der Poppea. Außerdem sang sie am Konzerthaus Berlin die deutsche Erstaufführung von Birtwistles Io passion 2008 und auf den Schwetzinger Festspielen 2000 die weibliche Hauptrolle in der Oper Bacon. Im Sprechtheater verkörperte sie das „Gretchen“ im Urfaust von Johann Wolfgang von Goethe, „Nina“ in Anton Tschechows Die Möwe, die titelgebende Minna von Barnhelm von Gotthold Ephraim Lessing, „Amalie“ in Die Räuber, „Rosalinde“ in Wie es euch gefällt, „Jelena Andreevna“ in Onkel Wanja und die „Schönheit“ in Das große Welttheater von Pedro Calderón de la Barca. Regie führte Hindersin erstmals 2013 mit einer Inszenierung von Così fan tutte am Palau de les Arts Reina Sofía in Valencia.
In Sönke Wortmanns Komödie Kleine Haie gab Isabel Hindersin 1992 ihr Kameradebüt. Seitdem arbeitet sie immer wieder für Film und Fernsehen, war in verschiedenen Serien wie Adelheid und ihre Mörder, Die Familienanwältin oder zwei Tatort-Episoden zu sehen. In der Rolle der Opernsängerin Lucia bekam sie gemeinsam mit ihren Kollegen für den Kinofilm Paradiso – Sieben Tage mit sieben Frauen von Rudolf Thome einen "Silbernen Bären an das Schauspielensemble für herausragende Leistung" auf der Berlinale 2000 verliehen. In einem weiteren Kinofilm von Rudolf Thome, Das rote Zimmer, war Isabel Hindersin als Göttin Venus auf der Viennale 2010 vertreten. 2005 spielte sie die Rolle der Veronika Hellmann in sechs Folgen der Serie Kanzleramt, 2009 war sie in dem vielfach ausgezeichneten Spielfilm Schwerkraft von Maximilian Erlenwein zu sehen, ebenso 2010 in der spanischen Serie "Crematorio".
Isabel Hindersin ist seit Oktober 2016 Professorin für szenischen Unterricht im Fachbereich Gesang/Musiktheater an der Universität der Künste Berlin. Sie lebt in Berlin und Leipzig.

## Filmografie (Auswahl)
- 1992: Kleine Haie
- 1998: Die Wache – Nicht meine Mutter!
- 1999: Allee der Kosmonauten
- 1999: Der Schrei des Schmetterlings
- 2000: Paradiso – Sieben Tage mit sieben Frauen
- 2001: Venus Talking
- 2002: Tatort – Schlaraffenland
- 2003: Adelheid und ihre Mörder – Die Todes-Datei
- 2004: Bin ich sexy?
- 2004: Alphateam – Die Lebensretter im OP (Folge 220)
- 2005: Kanzleramt (6 Folgen)
- 2007: Tatort – Roter Tod
- 2007: Krimi.de (3 Folgen als Melanie Vormann)
- 2007: Die Familienanwältin – Ferner Donner
- 2009: Schwerkraft
- 2010: Das rote Zimmer
- 2011: Crematorio – Im Fegefeuer der Korruption – Zeit, an sich zu denken
- 2011: Der böse Onkel
- 2012: Heiter bis tödlich: Alles Klara – Mord nach Feierabend
- 2012: Abseitsfalle
- 2016: Ein Fall von Liebe – Das Geständnis

## Hörspiele
- 1998: Das letzte Bett – Autor: Hugo Claus – Regie: Claudia Johanna Leist
- 2006: WDR radio Klassik "Medea" Komponist Jiri Benda / Dirigent Peter Kuhn
- 2012: MDR Klassik "Metamorphosen" Komponist/Dirigent: Howard Arman